# ام‌وی کیپ رایز (تی-ای‌کی‌آر-۹۶۷۸)
ام‌وی کیپ رایز (تی-ای‌کی‌آر-۹۶۷۸) (به انگلیسی: MV Cape Rise (T-AKR-9678)) یک کشتی است که طول آن 648' 6" می‌باشد. این کشتی  در سال ۱۹۷۷ ساخته شد.